# Ambrose Mandvulo Dlamini
Pour les articles homonymes, voir Dlamini.
Le prince Ambrose Mandvulo Dlamini, né le 5 mars 1968 et mort le 13 décembre 2020, est un homme d'affaires et un homme d'État swazilandais.

## Biographie
Originaire de Mbekelweni, Ambrose Mandvulo Dlamini est le petit-fils du prince Malunge, le frère du roi Sobhuza II et le fils de Mandvulo.
Il est diplômé de l'université d'Eswatini et titulaire d’un MBA en commerce de l'université de Hampton. Il travaille dans diverses banques, notamment Bank Standard, atteignant des postes de direction. Il est ensuite PDG de Nedbank (2003-2010) et de la société de télécommunications MTN Swaziland (2010-2018), qui fait partie du groupe MTN en Afrique du Sud.
Le 28 octobre 2018, il est nommé Premier ministre par le roi Mswati III, en remplacement de Barnabas Sibusiso Dlamini, mort le mois précédent,. Il prête serment le 29 octobre et devient le plus jeune chef de gouvernement de l'histoire de l'État.
Il meurt le 13 décembre 2020 après avoir été hospitalisé en Afrique du Sud, où il était soigné à la suite d’un diagnostic positif à la Covid-19, bien que la raison de son décès ne soit pas communiquée.